# Folketinget
Folketinget är Danmarks, inklusive Grönland och Färöarna, lagstiftande församling. Med utgångspunkt i grundlagen stiftar Folketinget tillsammans med monarken (formellt, i realiteten regeringen) alla lagar. Statschefens roll är dock mest symbolisk och begränsas till att denne skriver under de lagar Folketinget stiftat.

## Sammansättning
Före grundlagsändringen 1953 bestod det danska parlamentet, Rigsdagen, av Folketinget (underhus)  och Landstinget (överhus).
Folketinget håller till i slottet Christiansborg på ön Slotsholmen i Köpenhamn och består av 179 ledamöter, av vilka 2 valts på Färöarna och 2 på Grönland. De invalda ledamöterna väljs för en mandatperiod på maximalt 4 år. För närvarande finns 14 politiska partier representerade i Folketinget, varav 2 är grönländska partier och 2 är färöiska. 
Folketingets arbete leds av presidiet, som förutom talmannen består av upp till fyra vice talmän från de fyra största partierna. Det årliga folketingsarbetet indelas i arbetsperioder som kallas sessioner, och inleds med folketingsårets början första tisdagen i oktober. Folketinget är vidare organiserat i 26 ständiga utskott, som oftast består av 29 ledamöter vardera som tillsätts proportionerligt utefter partiernas styrkeförhållanden. Flertalet utskott har ett ansvarsområde som motsvarar till ett bestämt departement (danska: ministerium). Därutöver är det vanligt att temporära utskott tillsätts i särskilda frågor. Utskotten bereder lagförslag som väckts av antingen regeringen (propositioner) eller enskilda folketingsledamöter (motioner). Till skillnad från Sverige råder det inget beredningstvång, vilket innebär att ett beslut kan tas i ett ärende utan att det har utskottsbehandlats. Det är dock praxis att ett lagförslag utskottsbehandlas. Folketingets möten är offentliga och sänds i television och på Internet. Känsliga frågor kan dock avgöras bakom lyckta dörrar, något som sker mycket sällan.[källa behövs]
Ett lagförslag måste behandlas tre gånger i Folketinget: (1) Den första läsningen är en principiell diskussion. Här avgörs om förslaget ska vidarebehandlas (ex. i utskott). (2) Förslaget diskuteras mer konkret, beslut tas om ytterligare utskottsbehandling eller om det skickas till (3) tredje läsning, där Folketinget tar slutgiltig ställning till förslaget.
Enskilda ledamöter kan framföra frågor och interpellationer till ministrarna. Interpellationer kräver dock Folketingets godkännande för att få ställas. Folketinget kan fatta beslut om åtal inför riksrätt, samt utse hälften av de 30 ledamöter som då ingår i denna. Detta är dock en ovanlig åtgärd. Folketinget har även befogenhet att rikta misstroendeförklaring mot regeringen eller mot en enskild minister.
De myndigheter som är knutna till Folketinget är Ombudsmannen, statsrevisorerna och Rigsrevisionen. Folketinget finns representerat i flera internationella organ, såsom Nato, Europarådet, Nordiska rådet, OSSE och Interparlamentariska unionen.

## Val
Val till Folketinget hålls senast fyra år efter föregående val. Det är möjligt för statsministern att upplösa Folketinget och utlysa val innan fyra år har gått, t.ex. om regeringen förlorat en viktig omröstning. Det finns en spärr om att partier måste ha fått minst 2 % av rösterna för att sitta i Folketinget (men de kan även komma in genom att vinna ett kretsmandat). För att få rösta i val till Folketinget krävs att man är dansk medborgare, bor i Danmark och har fyllt 18 år. För att en person ska kunna väljas in i Folketinget krävs att denne inte är straffad för något brott som gör en ovärdig att sitta där. Det är Folketinget självt som avgör om en person är valbar.
Samtliga partier som redan sitter i Folketinget har rätt att delta. Andra partier behöver registrera sig senast 15 dagar före valdagen. För att kunna registrera sig måste de kunna visa godkända väljarutlåtanden från 1/175 av antalet giltiga röster vid föregående val.

### Valkretsar och mandatfördelning
Vid valet är Danmark uppdelat i tio storkretsar samt tre landsdelar. Av de 175 mandaten är 135 knutna till de tio storkretsarna medan övriga 40 mandat är utjämningsmandat som fördelas på tre landsdelar. Mandaten fördelas enligt d’Hondts metod. Landsdelarna är Hovedstaden (Region Hovedstaden), Sjælland-Syddanmark (Region Själland och Region Syddanmark) samt Midtjylland-Nordjylland (Region Midtjylland och Region Nordjylland).
| Landsdel                | Storkretsar          | Valkretsar |
| ----------------------- | -------------------- | --- |
| Hovedstaden             | Köpenhamn            | Østerbro · Sundbyvester · Indre By · Sundbyøster · Nørrebro · Bispebjerg · Brønshøj · Valby · Vesterbro · Falkoner · Slots · Tårnby                             |
| Hovedstaden             | Köpenhamns omgivning | Gentofte · Lyngby · Gladsaxe · Rødovre · Hvidovre · Brøndby · Taastrup · Ballerup                                                                               |
| Hovedstaden             | Nordsjälland         | Helsingør · Fredensborg · Hillerød · Frederikssund · Egedal · Rudersdal                                                                                         |
| Hovedstaden             | Bornholm             | Rønne · Aakirkeby |
| Sjælland-Syddanmark     | Själland             | Lolland · Guldborgsund · Vordingborg · Næstved · Faxe · Køge · Greve · Roskilde · Holbæk · Kalundborg · Ringsted · Slagelse                                     |
| Sjælland-Syddanmark     | Fyn                  | Odense Øst · Odense Vest · Odense Syd · Assens · Middelfart · Nyborg · Svendborg · Faaborg                                                                      |
| Sjælland-Syddanmark     | Sydjylland           | Sønderborg · Åbenrå · Tønder · Esbjerg stad · Esbjergs omgivning · Varde · Vejen · Vejle Nord · Vejle Syd · Fredericia · Kolding Nord · Kolding Syd · Haderslev |
| Midtjylland-Nordjylland | Östjylland           | Århus Syd · Århus Vest · Århus Nord · Århus Øst · Djurs · Randers Nord · Randers Syd · Favrskov · Skanderborg · Horsens · Hedensted                             |
| Midtjylland-Nordjylland | Västjylland          | Struer · Skive · Viborg Vest · Viborg Øst · Silkeborg Nord · Silkeborg Syd · Ikast · Herning Syd · Herning Nord · Holstebro · Ringkøbing                        |
| Midtjylland-Nordjylland | Nordjylland          | Frederikshavn · Hjørring · Brønderslev · Thisted · Himmerland · Mariagerfjord · Aalborg Øst · Aalborg Vest · Aalborg Nord                                       |